# NGC 6438
NGC 6438 је лентикуларна галаксија у сазвежђу Октант која се налази на NGC листи објеката дубоког неба.
Деклинација објекта је - 85° 24' 6" а ректасцензија 18h 22m 15,9s. Привидна величина (магнитуда) објекта NGC 6438 износи 11,7 а фотографска магнитуда 12,7. Налази се на удаљености од 29,8000 милиона парсека од Сунца. NGC 6438 је још познат и под ознакама ESO 10-1, AM 1806-852, PGC 61787.